# Luftwaffe (Wehrmacht)
De Luftwaffe van de Wehrmacht betrof de luchtmacht (Luftwaffe) als onderdeel van het Duitse leger ten tijde van nazi-Duitsland, de Wehrmacht.
De Luftwaffe werd officieel in 1935 opgericht door Hermann Göring en zou een enorm invloedrijke rol spelen tijdens de Tweede Wereldoorlog: de Luftwaffe bombardeerde honderden steden, nam deel aan alle grote gevechtsoffensieven en maakte veel slachtoffers onder de geallieerde legers en onder de burgerbevolking.
In Nederland werd de Luftwaffe vooral berucht door het bombardement op Rotterdam op 14 mei 1940. Ongeveer 800 mensen vonden de dood en 80.000 Rotterdammers zijn dakloos geworden bij dit bombardement.
Verder was er onder andere het bombardement op Coventry, in reactie op het Berlijnse bombardement. Bij dit bombardement dat op 14 november 1940 door de Luftwaffe werd uitgevoerd, viel ook een aanzienlijk aantal burgerslachtoffers. In Polen werd de Luftwaffe berucht door de bombardementen op Warschau in september 1939 en in 1944.

## Oprichting van de Luftwaffe
Tijdens de Eerste Wereldoorlog beschikte Duitsland over de Kaiserliche Luftstreitkräfte (keizerlijke luchtstrijdkrachten). Deze luchtmacht bestond uit ongeveer 3000 vliegtuigen, waarvan de meeste dubbeldekkers waren die gebruikt werden voor verkenning. De vliegtuigen vlogen boven het front en lokaliseerden daar de bewegingen van vijandige troepen. Slechts heel sporadisch werden meerpersoons dubbeldekkers gebruikt voor bombardementen. Na de Eerste Wereldoorlog verbood het verdrag van Versailles Duitsland om een luchtmacht te houden. Veel Duitse gevechtspiloten raakten hierdoor werkloos. Een van hen was Hermann Göring. Göring, een succesvolle WO I-piloot, werd toen Adolf Hitler aan de macht kwam de baas over de op te bouwen luchtmacht.
Toen Hitler in 1933 aan de macht kwam was al een begin gemaakt met de Luftwaffe. In het grootste geheim had Duitsland op de Russische vliegbasis Lipetsk piloten opgeleid. Hitler gaf Göring onbeperkte vrijheid en een groot budget. Omdat de Duitsers volgens het verdrag van Versailles geen luchtmacht mochten hebben, moest het buitenland de indruk krijgen dat het om een nieuwe luchtvaartmaatschappij ging. Daarom gebruikte Göring veel vliegtuigen die ook bij luchtvaartmaatschappijen in gebruik waren. Als militair transportvliegtuig werd de Junkers Ju 52/3m gebruikt, een vliegtuig dat voorheen vooral bekendstond als lijntoestel. Als bommenwerper gebruikte men de Heinkel He 111 en de Focke-Wulf Fw 200 ("Condor"), vliegtuigen die oorspronkelijk als vrachttoestel waren ontworpen.
De andere landen hadden aanvankelijk niets in de gaten. Pas toen de nieuwe luchtvaartmaatschappij wel heel erg grote proporties begon te krijgen kreeg men argwaan. Engeland en Frankrijk begonnen in hoog tempo hun luchtmachten uit te breiden.

## Fundamentele zwakheden
Desondanks vertoonde de Luftwaffe in enkele opzichten een aantal serieuze tekortkomingen.
DoelstellingDe Luftwaffe was primair bedoeld voor een Blitzkrieg, een mobiele bliksemoorlog waarbij de luchtmacht samen met de tankeenheden en andere ondersteuningseenheden vijandelijke landen overrompelde. Een langetermijnvisie was amper ontwikkeld. De kennisvoorsprong op tactisch gebied was onvoldoende om dit te compenseren.
ProductiviteitPas na de grote nederlaag bij Stalingrad, toen de economie werd ingesteld op de totale oorlog, werd de productie opgevoerd. Verder werd pas in 1944, toen het geallieerde luchtoverwicht al haast onoverkomelijk was, besloten het accent te verleggen naar de productie van jachtvliegtuigen.
DiversificatieMen neigde tot het stellen van onredelijke eisen aan vliegtuigen, om ze zo voor meerdere taken te kunnen inzetten. De drang om bestaande modellen aan te passen vertraagde bovendien de ontwikkeling van nieuwe toestellen. Voorbeelden hiervan zijn de Heinkel He 177, een strategische bommenwerper die ook als duikbommenwerper moest kunnen functioneren, en de Messerschmitt Me 262, een superieure straaljager die het tij voor de Luftwaffe had kunnen keren, maar door Hitlers eis dit toestel ook als bommenwerper in te kunnen zetten vertraagd in actie kwam.
TrainingDe nazipropaganda buitte de prestaties van de Duitse toppiloten gretig uit. Veel kennis en ervaring ging echter verloren doordat deze veteranen tot hun dood aan het front bleven, in plaats van hun ervaring en expertise op de opleiding te delen.

## Vliegtuigen van de Luftwaffe in het begin van de oorlog (1936-1941)

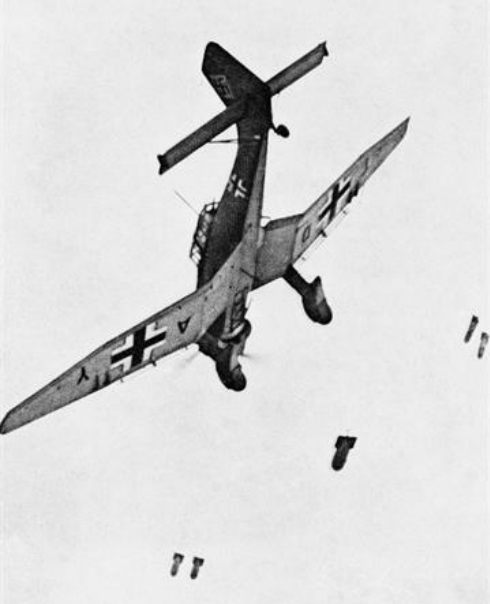
Stuka duikbommenwerper

De Luftwaffe had in de jaren dertig de volgende gevechtsvliegtuigen. Ieder vliegtuig had een aparte functie en was speciaal daarvoor ontworpen:
- Messerschmitt Bf 109

Een eenpersoons eenmotorige gevechtsjager speciaal voor het beschermen van bommenwerpers tegen vijandige vliegtuigen en het opsporen en neerschieten van vijandige vliegtuigen.
- Junkers Ju 87 (Stuka)

Tweepersoons eenmotorige jachtbommenwerper. Het vliegtuig was speciaal gemaakt om van grote hoogte recht naar beneden te duiken en dan vlak boven de grond haar bommen los te gooien. De Stuka bleek uitstekend geschikt te zijn om bewegende gronddoelen uit te schakelen. De Stuka kon ongeveer 1000 kg aan bommen meenemen. Door de toevoeging van zogenaamde "Jerichosirenes" begon het vliegtuig te "huilen" als het zijn duikvlucht inzette: een vorm van psychologische oorlogvoering. De Stuka zou altijd onlosmakelijk verbonden zijn met dit gehuil. De Stuka was de schrik van alle geallieerde soldaten en werd het symbool van de Blitzkrieg en de pure vernietigingskracht van de Luftwaffe. De Stuka kon echter alleen succesvol opereren als de Duitse jagers het luchtruim volledig schoon geveegd hadden. Na de slag om Engeland werd het type nauwelijks meer ingezet in West-Europa, maar bracht in de Middellandse Zee de Royal Navy zware klappen toe en vernietigde meerdere colonnes Sovjettanks.
- Messerschmitt Bf 110

Tweemotorig tweepersoons gevechtsvliegtuig, aanvankelijk als langeafstandsescortejager ontworpen. Tijdens de slag om Engeland bleek het toestel hiervoor echter niet geschikt te zijn. Later in de oorlog zeer succesvol als nachtjager en jachtbommenwerper.
- Heinkel He 111

Tweemotorige middelzware bommenwerper met vier bemanningsleden. Dit toestel was zeer geschikt voor strategische bombardementen. Het toestel kon voor 2500 kg aan bommen meenemen.
- Focke-Wulf Fw 200 (Condor)

Viermotorige maritieme verkenner en bommenwerper voor de lange afstand met acht bemanningsleden. Vooral gebruikt voor het bestrijden van konvooien vrachtschepen op de Atlantische Oceaan. Noopte de Britse admiraliteit Hawker Hurricane jachtvliegtuigen en een katapultinstallatie op hun schepen te installeren.
- Junkers Ju 52/3m

Groot driemotorig transporttoestel voor het vervoeren van munitie, wapens en soldaten. Het sterke en goedkoop gebouwde vliegtuig bleek ook zeer geschikt te zijn voor parachutisten en het trekken van zweefvliegtuigen.

## Vliegtuigen van de Luftwaffe halverwege de oorlog

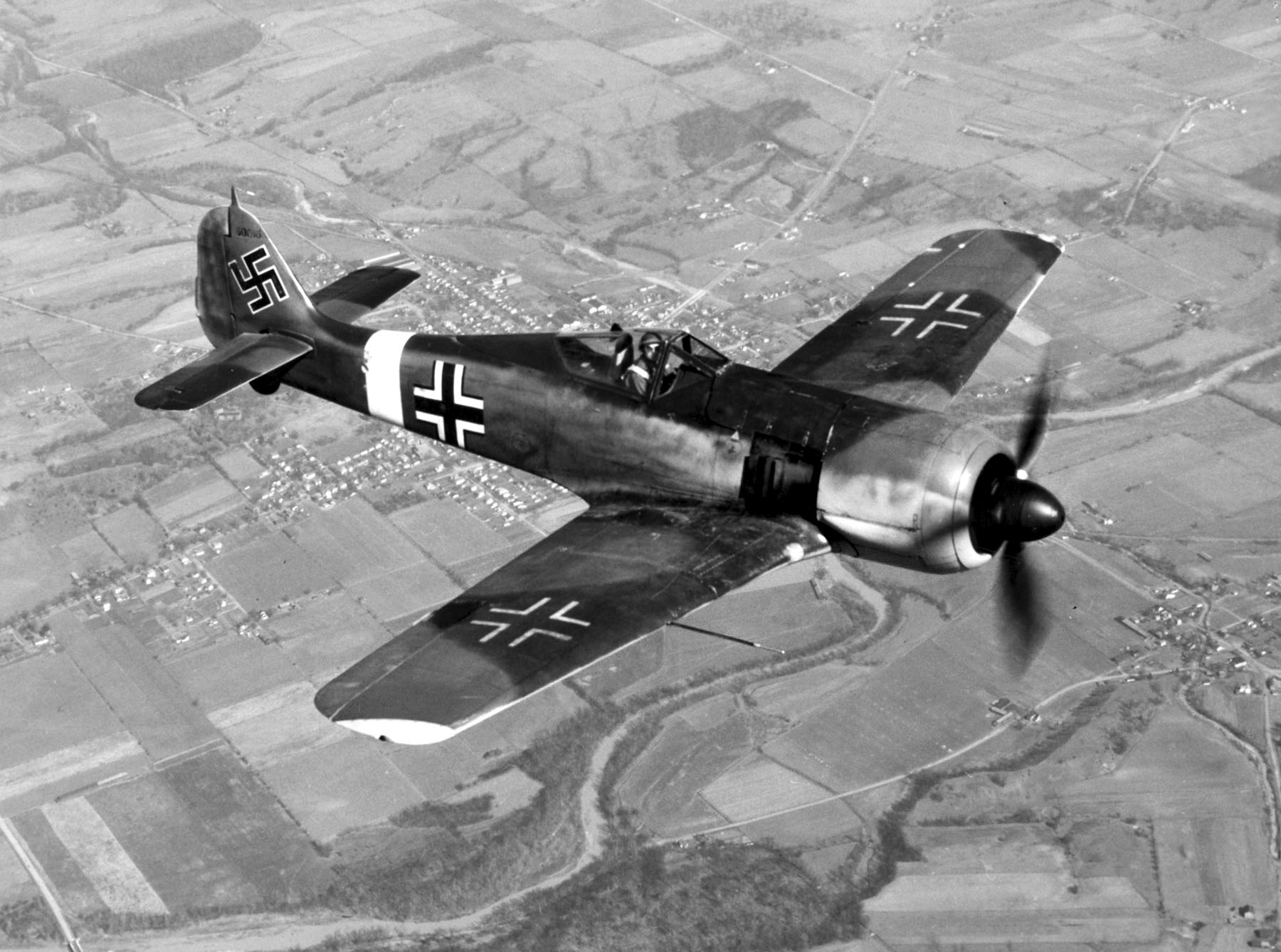
Focke-Wulf Fw 190

- Focke-Wulf Fw 190

Deze eenpersoons eenmotorige jachtvliegtuig en jachtbommenwerper zou de opvolger van Stuka worden. Net als bij de Me262 was ook dit toestel duur te produceren, daarom bleef men boven het oostfront nog steeds vliegen met de Stuka. Boven West-Europa werden alle Stuka's echter wel vervangen door Fw 190's. De Focke-Wulf was uitstekend voor aanvallen op gronddoelen en kon een bommen- of rakettenlading van 1000 kg meenemen. Daarnaast bleek de Fw 190 ook uitstekend geschikt te zijn voor luchtgevechten. Sommige Duitse jachtpiloten gaven zelf aan de Fw 190 te verkiezen boven de Bf 109 en de Me262.
- Messerschmitt Me 410

Deze tweemotorige tweepersoons lichte bommenwerper was de opvolger van de Me110. Het vliegtuig was aanzienlijk sneller en wendbaarder dan zijn voorganger.
- Junkers Ju 88

Tweemotorige vierpersoons bommenwerper/verkenner en nachtjager. Tijdens de oorlog werd dit toestel vooral in die laatste functie gebruikt. De Ju88 was vooral ontworpen als opvolger van de Heinkel maar was ook de rivaal van de Do 17. Het vliegtuig kon 2000 kg aan bommen meenemen.
- Dornier Do 17Z

Tweemotorige driepersoons bommenwerper. De Do 172 kon minder bommen vervoeren dan de Ju 88 (1500 kg), maar kon wel door drie mensen bestuurd worden. Het vliegtuig droeg de bijnaam "vliegend potlood" vanwege zijn slanke vorm.

## Vliegtuigen van deLuftwaffeaan het einde van de oorlog

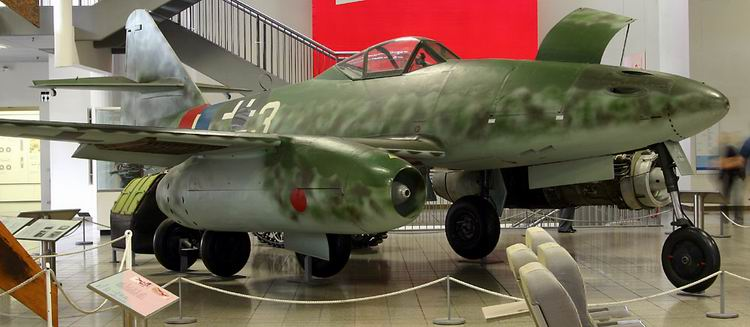
Messerschmitt Me 262

- Arado Ar 234 Blitz

Dit was de eerste bommenwerper met straalmotoren ooit gebouwd. De Blitz (bliksemflits) had twee straalmotoren en werd bestuurd door een persoon. Het toestel had raketten waarmee het gronddoelen zou bestoken. De Blitz werd in 1944 tijdens het Ardennenoffensief voor het eerst gebruikt, maar het vliegtuig had geen succes. Het was zeer moeilijk te besturen en er gebeurden veel ongelukken mee.
- Dornier Do 335 Pfeil

Dit jachtvliegtuig werd aangedreven door twee propellers: een aan de voorkant en een aan de achterkant.
- Messerschmitt Me 163 Komet

Vanaf 1943 begonnen de geallieerde legers massaal de Duitse fabrieken te bombarderen, als reactie hierop besloten de Duitsers een vliegtuig te ontwerpen dat speciaal gemaakt was om de grote trage bommenwerpers neer te halen.
De Messerschmitt 163 Komet schreef geschiedenis als allereerste raketaangedreven vliegtuig. Het stond naast de fabrieken. De piloot vloog bijna verticaal naar de bommenwerpers toe en viel die van onderen aan. Het vliegtuig was met een snelheid van meer dan 1000 km per uur het snelste vliegtuig uit de oorlog. In de praktijk bleek de Komet echter zeer moeilijk en gevaarlijk te vliegen.
- Messerschmitt Me 262 Schwalbe

Al in 1939 deed Duitsland experimenten met een straaljager. Toch duurde het nog 5 jaar voordat de Me262, 's werelds eerste operationele straaljager, in gebruik werd genomen. De Me262, een tweemotorig toestel dat een snelheid van bijna 800 km per uur kon bereiken, was in alle opzichten een revolutionair wapen. De bedoeling was dat de Me262 alle BF109 vliegtuigen zou opvolgen.

## Lijst van succesvolste en bijzondere Luftwaffepiloten
Onderstaande piloten zijn gerangschikt op volgorde van aantal neergeschoten vijandelijke vliegtuigen.
Top 10
- Erich Hartmann 352
- Gerard Barkhorn 301
- Günther Rall 275
- Otto Kittel 268
- Walter Nowotny 258
- Wilhelm Batz 237
- Erich Rudorffer 222
- Heinrich Bär 220
- Hermann Graf 212
- Heinrich Ehrler 209

Andere bijzondere piloten
- Johannes Steinhoff 176
- Hans-Joachim Marseille 158
- Wolfgang Schnaufer 121
- Gordon Gollob 150
- Werner Mölders115
- Adolf Galland 104
- Werner Lucas 105
- Josef Priller 101
- Heinrich Prinz zu Sayn-Wittgenstein 83
- Martin Becker 58
- Franz von Werra 8
- Hanna Reitsch
- Beate Uhse

Duitse bombardementspiloten (op volgorde van vernietigde doelen)
- Hans-Ulrich Rudel 2000
- Eduard Tratt 650
- Bruno Meyer 483
- Walter Rubensdörffer 371
- Albert Kesselring 220

## Organisatie
Vanaf haar oprichting stond de Luftwaffe onder bevel van het Oberkommando der Luftwaffe (OKL) en de bevelhebber van het OKL was de Oberbefehlshaber der Luftwaffe. De Luftwaffe, en dus ook het OKL, was een onderdeel van het Reichsluftfahrtministerium (RLM) dat werd geleid door Hermann Göring in de functie van Reichsminister der Luftfahrt.
In de aanloop naar en gedurende de Tweede Wereldoorlog onderging het OKL, en dus ook de Luftwaffe, een aantal veranderingen op organisatorisch vlak. De operationele leiding werd ondergebracht in een afdeling genaamd "Robinson" waarin de Oberbefehlshaber der Luftwaffe (Hermann Göring), de Chef des Generalstabes der Luftwaffe, de Chef der Luftwaffeführunsstabes en de trainingsonderdelen zetelden. Alle andere afdelingen van het OKL werden ondergebracht in het onderdeel genaamd Kurfurst, dat ook ondergeschikt was aan Hermann Göring. De operationele orders werden direct vanuit Robinson naar de commandanten van de Luftflotten doorgestuurd. Vanaf de oprichting van de Luftwaffe in 1934 werd zij onderverdeeld in operationele commando's die opereerden onder de schuilnaam Gehobenes Luftamt. Op 1 april 1934 werd de Luftwaffe operationeel, doch onder een verdoken vorm, met zes Gehobenes Luftamtes. Vanaf 31 maart 1935 werden deze omgezet in zes Luftkreis-Kommandos. Op 1 oktober 1937 werd nog een zevende Luftkreis-Kommando toegevoegd. Tot 12 oktober 1937 werden de Luftkreis-Kommandos aangeduid met een Romeins cijfer, daarna met een gewoon cijfer. Op 4 februari 1938 werd de indeling volgens Luftkreis-Kommando opgeheven en ingedeeld in een drie Luftwaffengruppenkommandos en drie onafhankelijke Luftwaffenkommandos. Deze organisatie bleef tot kort voor het uitbreken van de Tweede Wereldoorlog bestaan.

### April 1934 - februari 1938
De organisatie van de Luftwaffe van 1 april 1934 tot 4 februari 1938 zag er als volgt uit.

#### Gehobenes Luftamt I
Geformeerd op 01-04-1934 te Königsberg. Vanaf 31-03-1935 werd dit onderdeel aangeduid met Luftkreis-Kommando I en vanaf 12-10-1937 als Luftkreis-Kommando 1. Op 04-02-1938 werd het in zijn geheel aangeduid als Luftwaffenkommando Ostpreussen.
Bevelhebbers
- 01-04-1934 tot 01-04-1935: Generalleutnant Edmund Wachenfeld
- 01-04-1935 tot 01-01-1938: Generalleutnant Karl-Friedrich Schweickhardt
- 01-01-1938 tot 04-02-1938: Generalmajor Alfred Keller

Chef-staf
- 01-04-1934 tot 12-03-1936: Oberleutnant Helmut Förster

Eenheden
- 01-04-1934 tot 04-02-1938: Luftzeuggruppe 1
- 01-10-1935 tot 04-02-1938: Höheren Kommandeure der Flak-artillerie I

#### Gehobenes Luftamt II
Geformeerd op 01-04-1934 te Berlijn. Vanaf 31-03-1935 werd dit onderdeel aangeduid met Luftkreis-Kommando II en vanaf 12-10-1937 als Luftkreis-Kommando 2. Op 04-02-1938 werd het samengevoegd met Luftkreis-Kommando 3 tot Luftwaffengruppenkommando 1.
Bevelhebber
- 01-04-1934 tot 04-02-1938: General der Flieger Leonhard Kaupisch

Chefs van staven
- 01-04-1934 tot 01-10-1937: Oberleutnant Franz Müller-Michels
- 01-10-1937 tot 04-02-1938: Oberleutnant Walter Schwabedissen

Eenheden
- 01-04-1934 tot 04-02-1938: Luftzeuggruppe 2
- 01-04-1935 tot 04-02-1938: Höhere Fliegerkommandeure II
- 01-10-1935 tot 04-02-1938: Höheren Kommandeure der Flakartillerie II
- 01-04-1936 tot 04-02-1938: Luftgau-Kommando III
- 1937 tot 04-02-1938: Luftgau-Kommando II

#### Gehobenes Luftamt III
Geformeerd op 01-04-1934 te Dresden. Vanaf 31-03-1935 werd dit onderdeel aangeduid met Luftkreis-Kommando III en vanaf 12-10-1937 als Luftkreis-Kommando 3. Op 04-02-1938 werd het samengevoegd met Luftkreis-Kommando 2 tot Luftwaffengruppenkommando 1.
Bevelhebbers
- 01-04-1934 tot 01-04-1935: Generalmajor Karl-Friedrich Schweickhardt
- 01-04-1935 tot 10-06-1937: General der Flieger Edmund Wachtenfeld
- 10-06-1937 tot 04-02-1938: General der Flieger Albert Kesselring

Chefs van staven
- 01-04-1934 tot 01-04-1936: Oberst Danckelmann
- 01-04-1936 tot 04-02-1938: Oberleutnant Wilhelm Speidel

Eenheden
- 01-04-1934 tot 04-02-1938: Luftzeuggruppe 3
- 01-04-1935 tot 04-02-1938: Höhere Fliegerkommandeure III
- 01-10-1935 tot 04-02-1938: Höheren Kommandeure der Flakartillerie III
- 01-04-1936 tot 04-02-1938: Luftgau-Kommando IV
- 1937 tot 04-02-1938: Luftgau-Kommando VIII
- 1937 tot 04-02-1938: Luftgau-Kommando IX

#### Gehobenes Luftamt IV
Geformeerd op 01-04-1934 te Münster. Vanaf 31-03-1935 werd dit onderdeel aangeduid met Luftkreis-Kommando IV en vanaf 12-10-1937 als Luftkreis-Kommando 4. Op 04-02-1938 werd het samengevoegd met Luftkreis-Kommando 7 tot Luftwaffengruppenkommando 2.
Bevelhebbers
- 01-04-1934 tot 01-07-1935: Generalleutnant Hans Halm
- 01-07-1935 tot 01-04-1936: Generalleutnant Karl-Albrecht Mensching
- 01-04-1936 tot 04-02-1938: Generalmajor Hubert Weise.

Chefs van staven
- 01-04-1934 tot 01-10-1937: Oberst Walter Musshoff
- 01-10-1937 tot 04-02-1938: Oberst Ulrich Kessler.

Eenheden
- 01-04-1934 tot 04-02-1938: Luftzeuggruppe 4
- 01-04-1935 tot 04-02-1938: Höhere Fliegerkommandeure IV
- 01-10-1935 tot 04-02-1938: Höheren Kommandeure der Flakartillerie IV
- 01-04-1936 tot 04-02-1938: Luftgau-Kommando VI
- 1937 tot 04-02-1938: Luftgau-Kommando XII

#### Gehobenes Luftamt V
Geformeerd op 01-04-1934 te München. Vanaf 31-03-1935 werd dit onderdeel aangeduid met Luftkreis-Kommando V en vanaf 12-10-1937 als Luftkreis-Kommando 5. Op 04-02-1938 werd het in zijn geheel aangeduid als Luftwaffengruppenkommando 3.
Bevelhebbers
- 01-04-1934 tot 01-10-1935: General der Flieger Karl Eberth
- 01-10-1935 tot 01-11-1936: Generalmajor Hugo Sperrle
- 01-11-1936 tot 04-02-1938: Generalleutnant Ludwig Wolff

Chefs van staven
- 01-04-1934 tot 01-11-1936: Oberst Ludwig Wolff
- 01-11-1936 tot 04-02-1938: Oberst Maximilian Ritter von Pohl

Eenheden
- 01-04-1934 tot 04-02-1938: Luftzeuggruppe 5
- 01-04-1935 tot 04-02-1938: Höhere Fliegerkommandeure V
- 01-10-1935 tot 04-02-1938: Höheren Kommandeure der Flakartillerie V
- 01-04-1936 tot 04-02-1938: Luftgau-Kommando V
- 01-04-1936 tot 04-02-1938: Luftgau-Kommando VII
- 1937 tot 04-02-1938: Luftgau-Kommando XIII

#### Gehobenes Luftamt VI
Geformeerd op 01-04-1934 te Kiel. Vanaf 31-03-1935 werd dit onderdeel aangeduid met Luftkreis-Kommando VI en vanaf 12-10-1937 als Luftkreis-Kommando 6. Op 04-02-1938 werd het in zijn geheel aangeduid als Luftwaffenkommando See.
Bevelhebber
- 01-04-1934 tot 04-02-1938: Generalleutnant Konrad Zander

Chefs van staven
- 01-04-1934 tot 01-10-1936: Flottenkapitän Stark
- 01-10-1936 tot 04-02-1938: Major Hermann Bruch

Eenheden
- 01-04-1934 tot 04-02-1938: Luftzeuggruppe See
- 01-04-1934 tot 04-02-1938: Führer der Seeluftstreitkräfte
- 01-04-1934 tot 04-02-1938: Flakkommandeur Kiel

#### Luftkreis-Kommando VII
Geformeerd op 01-10-1937 te Braunschweig. Vanaf 12-10-1937 werd dit onderdeel aangeduid Luftkreis-Kommando 7. Op 04-02-1938 werd het samengevoegd met Luftkreis-Kommando 4 tot Luftwaffengruppenkommando 2.
Bevelhebber
- 01-10-1937 tot 04-02-1938: Generalleutnant Helmuth Felmy

Chef-staf
- 01-10-1937 tot 04-02-1938: Oberleutnant Heinz-Hellmuth von Wühlisch

Eenheden
- 01-10-1937 tot 04-02-1938: Luftzeuggruppe 7
- 01-10-1937 tot 04-02-1938: Höhere Fliegerkommandeure VII
- 01-10-1937 tot 04-02-1938: Höheren Kommandeure der Flakartillerie VII
- 01-10-1937 tot 04-02-1938: Luftgau-Kommando X
- 01-10-1937 tot 04-02-1938: Luftgau-Kommando XI

### Februari 1938 - februari 1939
Op 4 februari 1938 werd de Luftwaffe ingedeeld in een aantal Luftwaffengruppenkommandos en enkele onafhankelijke Luftwaffenkommandos.

#### Luftwaffegruppenkommando 1
Geformeerd op 04-02-1938 te Berlijn. Vanaf 01 februari 1939 werd dit onderdeel zijn geheel aangeduid als Luftflotte 1.
Bevelhebber
- 04-02-1938 tot 01-02-1939: Generaloberst Albert Kesselring

Chef-staf
- 04-02-1938 tot 01-02-1939: Generalmajor Wilhelm Speidel

Eenheden
- 04-02-1938 tot 01-02-1939: Luftzeuggruppe 2
- 04-02-1938 tot 01-02-1939: Luftzeuggruppe 3
- 04-02-1938 tot 31-07-1938: Höhere Fliegerkommandeur 2
- 04-02-1938 tot 31-07-1938: Höhere Fliegerkommandeur 3
- 04-02-1938 tot 30-06-1938: Höheren Kommandeure der Flakartillerie 2
- 04-02-1938 tot 30-06-1938: Höheren Kommandeure der Flakartillerie 3
- 04-02-1938 tot 01-02-1939: Luftgau-Kommando III
- 04-02-1938 tot 01-02-1939: Luftgau-Kommando IV
- 04-02-1938 tot 01-02-1939: Luftgau-Kommando VIII
- 04-02-1938 tot 01-02-1939: Kommando der Fliegerschulen und Ersatzabteilungen II
- 04-02-1938 tot 01-02-1939: Kommando der Fliegerschulen und Ersatzabteilungen III
- 01-07-1939 tot 01-02-1939: Luftverteidigungskommando 1
- 01-07-1939 tot 01-02-1939: Luftverteidigungskommando 2
- 01-07-1939 tot 01-02-1939: Luftverteidigungskommando 3
- 01-08-1938 tot 01-02-1939: 1.Fliegerdivision
- 01-08-1938 tot 01-02-1939: 2.Fliegerdivision

#### Luftwaffegruppenkommando 2
Geformeerd op 04-02-1938 te Braunschweig. Vanaf 01 februari 1939 werd dit onderdeel zijn geheel aangeduid als Luftflotte 2.
Bevelhebber
- 04-02-1938 tot 01-02-1939: General der Flieger Hellmuth Felmy

Chef-staf
- 04-02-1938 tot 01-02-1939: Oberst Heinz von Wühlisch

Eenheden
- 04-02-1938 tot 01-02-1939: Luftzeuggruppe 4
- 04-02-1938 tot 01-02-1939: Luftzeuggruppe 7
- 04-02-1938 tot 31-07-1938: Höhere Fliegerkommandeur 4
- 04-02-1938 tot 31-07-1938: Höhere Fliegerkommandeur 7
- 04-02-1938 tot 30-06-1938: Höheren Kommandeure der Flakartillerie 4
- 04-02-1938 tot 30-06-1938: Höheren Kommandeure der Flakartillerie 7
- 04-02-1938 tot 01-02-1939: Luftgau-Kommando VI
- 04-02-1938 tot 01-07-1938: Luftgau-Kommando X
- 04-02-1938 tot 01-02-1939: Luftgau-Kommando XI
- 04-02-1938 tot 01-02-1939: Kommando der Fliegerschulen und Ersatzabteilungen IV
- 04-02-1938 tot 01-02-1939: Kommando der Fliegerschulen und Ersatzabteilungen VII
- 01-07-1939 tot 01-02-1939: Luftverteidigungskommando 4
- 01-07-1939 tot 01-02-1939: Luftverteidigungskommando 6
- 01-08-1938 tot 01-02-1939: 3.Fliegerdivision
- 01-08-1938 tot 01-02-1939: 5.Fliegerdivision

#### Luftwaffegruppenkommando 3
Geformeerd op 04-02-1938 te München. Vanaf 01-02-1939 werd dit onderdeel zijn geheel aangeduid als Luftflotte 3.
Bevelhebber
- 04-02-1938 tot 01-02-1939: Generaloberst Hugo Sperrle

Chef-staf
- 04-02-1938 tot 01-02-1939: Generalmajor Maximilian Ritter von Pohl

Eenheden
- 04-02-1938 tot 01-02-1939: Luftzeuggruppe 5
- 04-02-1938 tot 31-07-1938: Höhere Fliegerkommandeur 5
- 04-02-1938 tot 30-06-1938: Höheren Kommandeure der Flakartillerie 5
- 04-02-1938 tot 01-07-1938: Luftgau-Kommando V
- 04-02-1938 tot 01-02-1939: Luftgau-Kommando VII
- 04-02-1938 tot 01-02-1939: Luftgau-Kommando XII
- 04-02-1938 tot 01-02-1939: Luftgau-Kommando XIII
- 04-02-1938 tot 01-02-1939: Kommando der Fliegerschulen und Ersatzabteilungen V
- 01-08-1938 tot 01-02-1939: 4.Fliegerdivision

#### Luftwaffenkommando Ostpreussen
Geformeerd op 04 februari 1938 te Königsberg. Dit Luftwaffenkommando was aanvankelijk onafhankelijk, maar werd vanaf 18 maart 1939 ingedeeld onder Luftflotte 1, en op 30 september 1939 opgeheven.
Bevelhebbers
- 04-02-1938 tot 31-01-1939: Generalmajor Alfred Keller
- 01-02-1939 tot 30-09-1939: General der Flieger Wilhelm Wimmer

Chef-staf
- 04-02-1938 tot 30-09-1939: Oberleutnant Alexander Holle

Eenheden
- 04-02-1938 tot 30-09-1939: Luftzeuggruppe 1
- 04-02-1938 tot 30-09-1939: Höheren Kommandeure der Flakartillerie I
- 01-08-1938 tot 18-03-1939: Luftgau-Kommando I
- 04-02-1938 tot 30-09-1939: Luftnachrichten-Abteilung 6

#### Luftwaffenkommando See
Geformeerd op 04-02-1938 te Kiel. Dit Luftwaffenkommando werd op 01-02-1939 opgeheven, de dienst werd daarna onder bevel gesteld van een General der Luftwaffe, ingedeeld bij de Oberbefehlshaber der Marine.
Bevelhebber
- 04-02-1938 tot 01-02-1939: General der Flieger Zander

Chef-staf
- 04-02-1938 tot 01-02-1939: Oberst Bruch

Eenheden
- 04-02-1938 tot 01-02-1939: Luftzeuggruppe See
- 04-02-1938 tot 01-02-1939: Führer der Seeluftstreitkräfte
- 04-02-1938 tot 01-02-1939: Flakkommanfeur Kiel
- 04-02-1938 tot 01-02-1939: Kommando der Fliegerschulen und Ersatzabteilungen See
- 04-02-1938 tot 01-02-1939: Kommando der Luftdienstverbände

#### Luftwaffenkommando Österreich
Geformeerd op 01-08-1938 te Wenen na de Anschluss van Oostenrijk bij Duitsland. Werd ook Luftwaffenkommando Ostmark genoemd. Dit Luftwaffenkommando werd op 18-03-1939 omgevormd tot Luftflotte 4.
Bevelhebber
- 01-08-1938 tot 18-03-1939: Generaloberst Alexander Löhr

Chef-staf
- 01-08-1938 tot 18-03-1939: Oberst Günther Korten

Eenheden
- 01-08-1938 tot 18-03-1939: Luftzeuggruppe 8
- 01-08-1938 tot 18-03-1939: Luftgau-Kommando XVII

Heer · Kriegsmarine · Luftwaffe